# Airedale terrier
L'Airedale terrier è una razza canina britannica riconosciuta dalla FCI (Standard N. 7, Gruppo 3, Sezione 1), che deve il suo nome all'Airedale, la regione geografica dello Yorkshire che comprende la vallata del fiume Aire. Il nome significa "terrier della vallata dell'Aire".

## Caratteristiche e standard di razza
Mantello nero focato con pelo corto e duro. Taglia medio-grande con altezza media di circa 57 (F)/59 (M) centimetri al garrese e peso tra i 20 e i 25 kg. È il più grande dei terrier, per questo soprannominato "re dei terrier" anche se dal 1984 si contende il titolo con il Terrier nero russo (riconosciuta ufficialmente come razza nel 1984 dalla FCI). Il mantello va "strippato" manualmente e mai tagliato, questo anche al fine di favorire il naturale ricambio del sotto pelo ed evitare la perdita di pelo in ambiente domestico.
Cane dai movimenti rapidi e dall'espressione molto vivace, è attento a ciò che succede attorno a lui. Il suo corpo è corto, snello, simmetrico e ben proporzionato. La sua testa è a forma di parallelepipedo e lo stop appena visibile. Il suo carattere è coraggioso, caparbio, deciso, leale, fedele ed indipendente. Essendo un Terrier non è facile da addestrare, ma ama molto il gioco ed è un buon compagno per i bambini.
Nato come cacciatore, ora in Italia è soprattutto usato come cane da guardia e da compagnia. Può diventare un ottimo cane da difesa solo in mani esperte. Essendo un cane robusto e longevo non ha particolari punti deboli ed è molto versatile, si adatta anche alla vita in appartamento.

## Storia

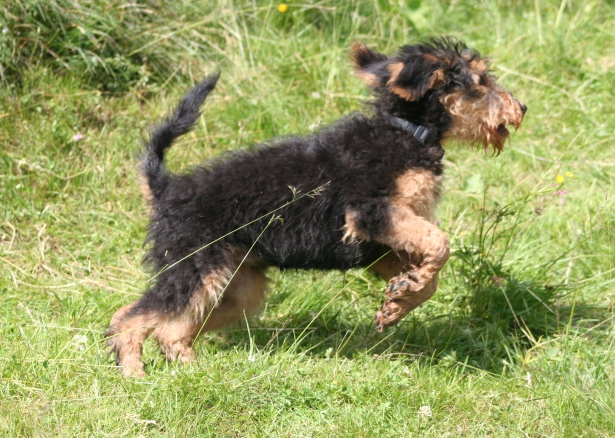
Cucciola di Airedale di 3 mesi

L'Airedale Terrier fu selezionato nell'Ottocento dai pescatori dell'Aire, incrociando soggetti Otterhound con Black and Tan Terrier, razza ora estinta con lo scopo di creare una nuova razza che, a differenza degli esemplari di Otterhound, non avesse timore di introdursi negli acquitrini e di penetrare nelle tane parzialmente sommerse delle lontre. Da allora venne utilizzato per la caccia alla lontra (ma anche all'orso, al lupo, al cinghiale e al cervo), per eliminare i roditori e persino come cane da riporto.
Nel 1886 il Kennel Club di Londra riconobbe ufficialmente l'Airedale Terrier, che venne inquadrato nella classe riservata ai cani a pelo ruvido. La razza ottenne un immediato e notevole successo; fu apprezzata non solo per la rispondenza agli scopi per cui era stata selezionata, ma anche per l'estrema versatilità. Fu uno dei primi cani reclutati dall'esercito britannico: durante la prima guerra mondiale svolse il compito di messaggero nelle trincee delle Fiandre.
In tempi più moderni invece venne utilizzato come ausiliare della polizia inglese e tedesca; i suoi servigi bellici per l’esercito tedesco non passarono inosservati, divenne infatti una delle razze da utilità più impiegate, diventando il progenitore per la nascita del Terrier Nero Russo, il cane ufficiale dell’esercito sovietico. Fu inoltre utilizzato come cane da ricerca in India, Africa e Canada e come aiuto alla Croce Rossa durante la guerra. Un Airedale di nome Jack ricevette addirittura una decorazione alla memoria per il valore dimostrato in battaglia.

## Carattere
L'Airedale Terrier è utilizzato come cane da lavoro: cane pastore e cane da caccia; presenta una propensione ad entrambe le attività. Il suo istinto è quello di cacciare in autonomia, come risultato di questo tipo di selezione la razza presenta una notevole intelligenza per questo tipo di attività. L'Airedale Terrier è portato per la vita familiare, adatto anche ai bambini e se educato bene può convivere tranquillamente con altri animali, anche con i gatti.